# Drokmi Sakya Yéshé

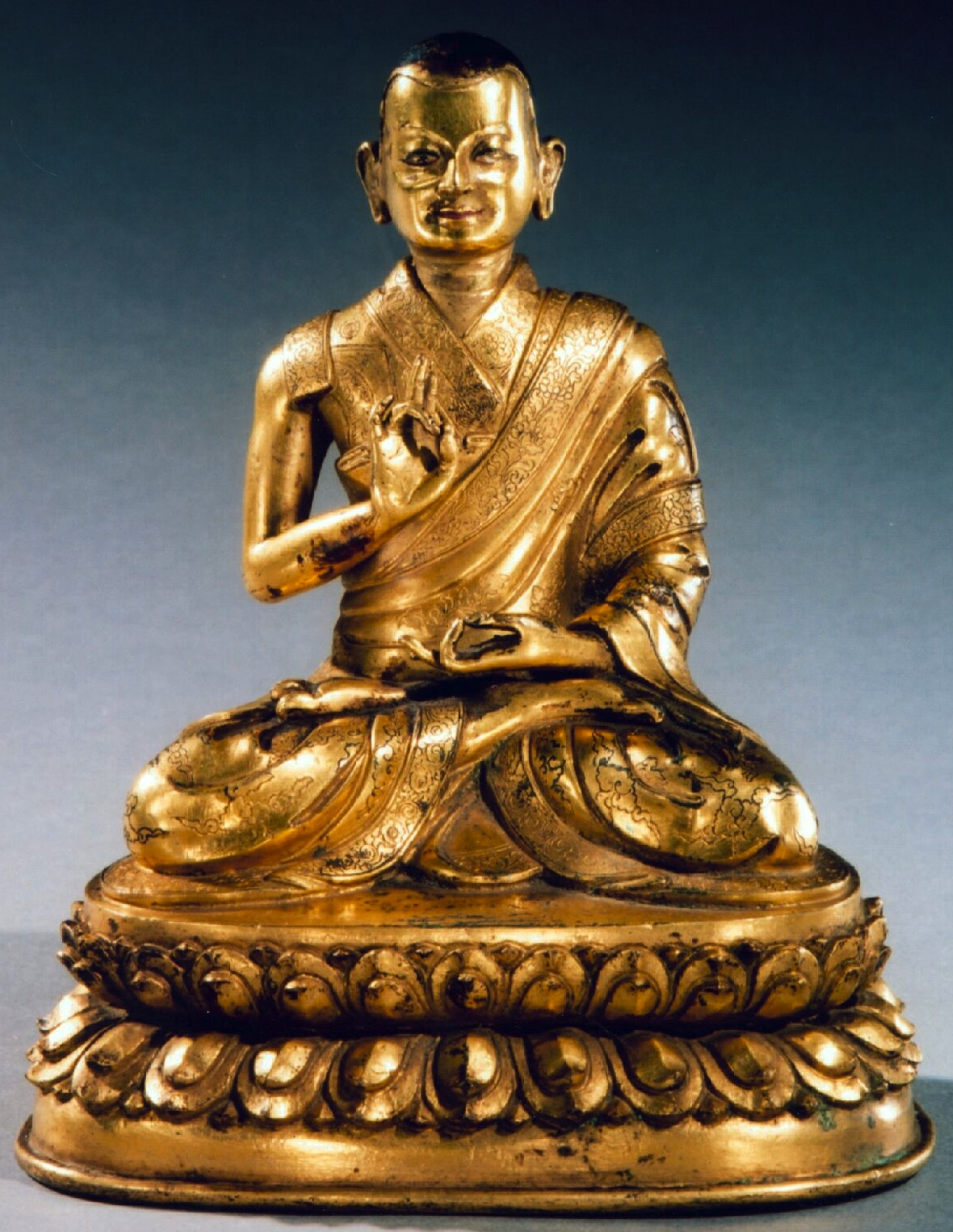
Drokmi Sakya Yeshe

Drokmi Lotsawa Shakya Yeshe (Wyl. brog mi lotsawa shakya ye shes) « Drokmi le traducteur, sage Sakya » (992-1072/74) est un lettré bouddhiste tibétain qui ouvrit à Mugulung dans le Tsang occidental un centre d’enseignement et de traduction qui fut le premier lieu de diffusion au Tibet du Lamdre hérité de Virupa. Il transmit cet enseignement à Khön Köntchok Gyalpo, fondateur de la lignée Sakya. Marpa, un des ancêtres de la lignée Kagyu, étudia les lettres et arts tibétains ainsi que le sanscrit auprès de Drokmi - durant 15 ans selon la tradition - avant de partir pour le Népal et l’Inde.
Drokmi serait parti avec deux compagnons se former en Inde. Après un stage d’un an au Népal auprès de Shanta Bhadra pour l’étude des tantras Hevajra, Samvara, Guhyasamaja, Yamantaka, et Mahamaya, ils se seraient rendus à Vikramashila où enseignaient de nombreux maîtres prestigieux comme Naropa. Drokmi y étudia 18 ans. Au vu de ses capacités, Viravajra décida de lui transmettre les enseignements de Virupa, dont le triple tantra de Hevajra (instructions et exégèse) et une partie du Lamdre. Il lui prédit à son départ vers le Tibet qu’un maître viendrait l’y trouver. Ce fut Gayadhara (994-1043), disciple de Virupa via Krishnacarya et Damarupada, dont il reçut le reste du Lamdre et avec qui il traduisit les initiations, instructions et commentaires du triple tantra.
Drokmi serait revenu d’Inde vers 1036 et aurait installé son centre constitué probablement de grottes près de Drompa Gyang, son lieu d’activité originel. Le choix de Mugulung situé près de Lhatse qui fut un site important de l’empire tibétain situé au confluent des routes venant du Népal et d’Asie Centrale, reflèterait le désir de profiter du prestige des lieux.
Comme il était de coutume, les enseignants et traducteurs rémunéraient les yogis indiens ou autres pour s’assurer l’exclusivité de leurs connaissances ou des textes qu’ils détenaient. Le principal partenaire de Drokmi était Gayadhara, mais il en eut d’autres comme Ratnavajra ou le Népalais Shantipada. Comme dans beaucoup de transmissions ésotériques, les disciples ordinaires recevaient seulement une partie de l’enseignement.
Le centre de Drokmi semble avoir attiré de nombreux disciples. Plusieurs venaient du clan Khön vivant dans la région. Khön Köntchok Gyalpo fonda en 1073 son propre centre, le premier monastère de Sakya, nommé d’après le lieu de son édification. Son fils et ses deux petits-fils continuèrent à implanter le Lamdre au Tibet et assirent la réputation de Sakya, qui éclipsa rapidement le centre de Mugulung. Ce dernier était à la fin du XVe siècle un lieu de pèlerinage où l’on pouvait voir une statue « parlante » grandeur nature de Drokmi contenant une statuette de Gayadhara dans une niche à la place du cœur.
Un autre disciple du centre, Khön Shakya Lotro, mourut dans une bataille contre Ra Lotsawa, autre traducteur célèbre réputé pour avoir tué treize yogis dont un fils de Marpa.